# Vladimir Repev
Vladimir Georgiyevich Repyev (em russo: Владимир Георгиевич Репьев: Rostóvia, 11 de julho de 1956 - 4 de janeiro de 2009) foi um handebolista soviético, medalhista olímpico.
Vladimir Repev fez parte do elenco vice-campeão olímpico de handebol nas Olimpíadas de Moscou em 1980. Ele jogou uma partida.